# Diariata N'Diaye
Pour les articles homonymes, voir N'Diaye.
Diariata N’Diaye, née à Saint-Dié-des-Vosges en 1983, est une artiste et militante française engagée dans la lutte contre les violences faites aux femmes. Elle est la cofondatrice de l'association Resonantes et créatrice de l'application mobile App-Elles. 

## Biographie
Née à Saint-Dié-des-Vosges, dans une famille d’origine sénégalaise de treize enfants, Diariata N’Diaye forme à 15 ans un groupe de rap féminin, VersaStyles. Elle quittera finalement le milieu du hip-hop en raison de sa « misogynie » pour se tourner vers le slam. A l'adolescence, lors d'un été au Sénégal, elle est mariée de force et se rebelle de retour en France, événement qui lui inspirera une chanson constituant le point de départ de ses engagements. Après avoir passé un baccalauréat littéraire, elle devient animatrice jeunesse dans le Val-de-Marne et les Hauts-de-Seine à l'âge de 18 ans,.  
En 2007, elle fonde le groupe « Dialem » avec le guitariste Patrick Dethorey.  
En 2009, elle écrit, avec Patrick Dethorey et sur demande de l’Observatoire des violences envers les femmes de Seine-Saint-Denis, le spectacle Mots pour Maux dont le but est de sensibiliser les jeunes au sujet des violences faites aux femmes,,. Jouée dans les collèges, la représentation est suivie d'un moment d'échange avec le public,. Diariata N’Diaye anime également des ateliers d'écriture dans des lycées dans le cadre du dispositif « Jeunes pour l'Égalité » de la région Ile-de-France,. 
En 2015, elle fonde l'association Resonantes avec pour ambition de sensibiliser les 15-25 ans. Elle lance également un site afin de « vulgariser l'information » et de faire notamment connaître les structures d'aide aux victimes souvent ignorées par la jeune génération. Dans le même temps, elle crée  App-Elles, la première application mobile qui permet aux femmes d'envoyer directement une alerte à des contacts de confiance en cas de situation de violence,,. Concrètement, une fois activé, le dispositif partage l'écoute des sons et voix environnantes ainsi que la position GPS de l'émetteur. L'objectif d'utiliser éventuellement ces enregistrements dans le cadre d'une procédure pénale. Enfin, l'application continent des informations sur des professionnels ou services à contacter. Deux ans plus tard, un bracelet connecté est lancé ce qui permet de déclencher une alerte sans avoir à prendre en main son téléphone,,. L'application a décroché un Prix de l'innovation au CES 2019 à Las Vegas. 
En 2018, elle reçoit le titre de Chevalière de l'ordre national du Mérite.

## Prix et distinctions
- Lauréate du prix "Les Margarets" (Prix coup de cœur), 2019, Journée de la femme digitale[21].
- Grand prix "Fonds de dotation pour le civisme en ligne", 2019, Facebook[22].
- Prix de l'innovation "CES Innovation Award Honoree", 2019[7].
- Chevalière de l'ordre national du Mérite, 2018[20].
- Lauréate du prix "Femmes en Chœur" (Premier prix), 2018, Dr Pierre Ricaud et Femmes Actuelles[23].